# 低酸素誘導因子
低酸素誘導因子（ていさんそゆうどういんし、英:Hypoxia Inducible Factor、HIF）とは細胞に対する酸素供給が不足状態に陥った際に誘導されてくるタンパク質であり、転写因子として機能する。癌の病巣においては栄養不足や細胞外pHの低下、血流不足による酸素供給不足(低酸素)状態が認められるが、癌細胞が生き延びるためには新たに血管網を形成することにより病巣への血流を増加し、低酸素状態を脱する必要がある（血流の増加は転移経路の確保にもつながっている)。そのための機能を担うべく低酸素条件下において誘導される転写因子がHIFであり、種々の遺伝子の転写を亢進させる。HIF-αにはHIF-1α、HIF-2α、HIF-3αが存在するが、これらはいずれも細胞内に構成的に発現しているHIF-1βとヘテロ二量体と結合する能力を持つ。HIF-1αは正常酸素圧下でも産生はされるがタンパク質分解酵素複合体である26Sプロテアソームにより分解されてしまうため機能しない。
2019年10月7日、「細胞による酸素量の感知とその適応機序の解明」により、 ウィリアム・ケリン、ピーター・ラトクリフ、グレッグ・セメンザの3名がノーベル生理学・医学賞の受賞者と発表された。セメンザは、HIF-1遺伝子のクローニングを行った。

## HIF-1

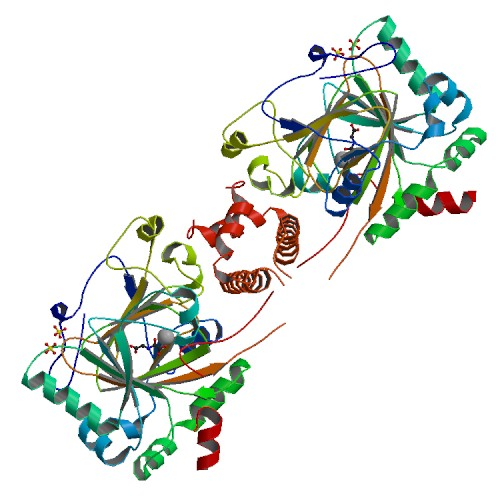
HIF-1αの構造。

HIF-1αは通常の酸素圧下において細胞内発現量が減少するが、HIF-1αタンパク質自体の産生量が低下しているわけではなくユビキチン-プロテアソーム系を介したタンパク質分解によりその機能が負に制御されており、その分解過程にはユビキチンリガーゼ（タンパク質のユビキチン化の一端を担う酵素）複合体の基質認識サブユニットとして機能するフォンヒッペル・リンダウ遺伝子産物（pVHL）が関与している。pVHLによるタンパク質の認識にはヒドロキシル化が関与しているが、HIF-1αはPHDドメインを保有する酵素によってアミノ基末端側から402番目および564番目のプロリン（Pro）残基がヒドロキシル化を受け、これらのアミノ酸残基はHIF-2αにおいても保存されている。しかしPHDの活性は酸素濃度に依存するため、低酸素状態においてはプロテアソーム依存的なHIFの分解は生じにくく、正常酸素圧下で盛んに行われる。分解を免れたHIF-1αは核内へ移行した後にHIF-1βとのヘテロ二量体の形成やCBP/p300などのヒストンアセチル化酵素との結合が行われ、これらの複合体はDNA上の低酸素応答性領域(Hypoxia Responsive Element、HRE)と呼ばれる応答エレメント（5'-ACGTG-3'）に結合する。
また、HIF-1αの低酸素以外の要因による誘導経路として増殖因子が細胞膜上に存在するチロシンキナーゼ関連型受容体に結合することによるシグナルが挙げられる。具体的には受容体（HER2など）にリガンドが結合するとPI3キナーゼ-Akt経路やMAPキナーゼ経路が活性化され、HIF-1αの転写を促進する。
HIF-1αは1992年にグレッグ・セメンザらによって発見され、細胞における酸素応答の分子機構が明らかになるきっかけになったとして、セメンザらは2019年のノーベル生理・医学賞を受賞した。

## HIF-2α
HIF-2αはEndothelial Per-ARNT-Sim（EPAS）タンパク質等の名称で呼ばれることもあり、そのアミノ酸配列にHIF-1αと48%の相同性を有する。HIF-1αが全身の組織に広く発現しているのに対して、HIF-2αは主に肺や上皮細胞において発現が高い。

## HIF-3α
HIF-3αはHIF-2αよりもさらに遅れて発見された。上記に示した通り、HIF-1βとヘテロ二量体を形成し、DNA上のHREに結合することによって種々の遺伝子の転写を活性化する。また、HIF-3αのスプライシングバリアントとしてIPASが発見され、小脳のプルキンエ細胞や角膜上皮に発現している。IPASはそれ自体転写活性を示さないがHIF-1αとの相互作用によりDNAへの結合を阻害し、HIF-1の機能を抑制する。さらに、肺や心臓においては低酸素状態においてIPASが誘導されることが報告されており、これらの組織においてはネガティブフィードバック機構として機能している可能性が考えられる。

## 機能
HIF-1αは細胞核内へ移行するとHIF-1βと結合する。HIF-1βは芳香族炭化水素受容体（AhR）と結合して輸送担体として働くことも知られており、AhR輸送担体（Arnt）とも呼ばれている。HIF-1αのAsp803残基はヒストンアセチル基転移酵素(HAT)活性を持った分子複合体CBP/p300をDNA上のHREへ運搬し、目的遺伝子の転写を促進する。HIFは様々な遺伝子の制御に関与しており、たとえば血管新生や細胞増殖、糖代謝、pH調節やアポトーシスなどが挙げられる。HIFによって発現制御を受ける遺伝子として赤血球の増殖促進に関与するエリスロポエチンが1995年に初めて発見され、続いて血管内皮増殖因子（VEGF）も血管新生や細胞増殖を制御に関与する遺伝子として発見された。その他にもHIF-1αはアドレノメデュリンやマトリックスメタロプロテアーゼ（MMPs）、エンドセリン（ET）-1、一酸化窒素合成酵素（NOS）2など様々な遺伝子の制御を行っており、ヒト動脈内皮細胞の遺伝子をマイクロアレイ法により解析した結果、全体の2%にも及ぶ遺伝子がHIF-1αによって直接あるいは間接的に制御されているということが報告されている。